# Göran Patkull
Göran Patkull, född 1570-talet, död 4 augusti 1676 i Askeryds församling, Jönköpings län, var en svensk militär.

## Biografi

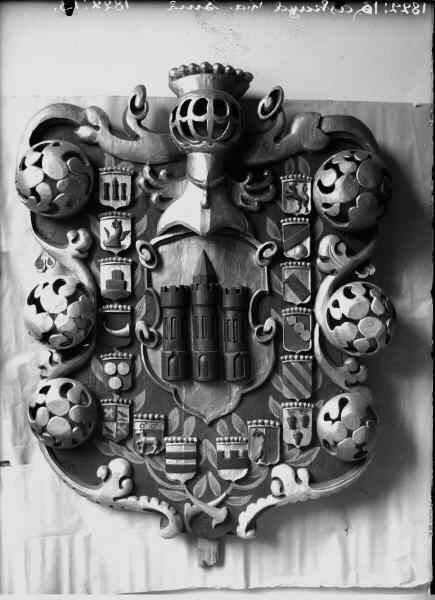
Göran Patkulls begravningsvapen i Askeryds kyrka.

Göran Patkull föddes på 1570-talet. Han var son till Johan Patkull och Maragreta Owerlacker. Patkull blev 1610 hovjunkare hos Karl IX, 1622 löjtnant och 1630 kapten vid Jönköpings regemente. Patkull blev svenska adelsman under namnet Patkull, samt introducerades i Sveriges Riddarhus 1635 som nummer 237. Han blev senare överstelöjtnant och avled 1676 på Askeryd i Askeryds socken. Patkull begravdes i Askeryds kyrka

### Egendom
Patkull ägde Jaunkalpen i Papendorfs socken, Owerlack i Helmets socken och Askeryd i Askeryds socken.

### Familj
Patkull gifte sig första gången med Verklaes, som var av samma släkt som aldliga ätten Silfverlåås. De fick tillsammans barnen Margareta Patkull (1616–1684) som var gift med Henrik Jöransson och översten Gustaf Sabel, översten Patrik Patkull (1629–1686) vid Östgöta kavalleriregemente, Agneta Patkull (1629–1702) som var gift med kaptenlöjtnanten Olof Armsköld och Anna Dorotea Patkull (död 1664) som var gift med majoren Arvid Hammarsjöld.
Patkull gifte sig andra gången efter 12 oktober 1640 med Anna Drake af Hagelsrum (död före 1676), dotter av ståthållaren Knut Drake af Hagelsrum och Helga Månsdotter (Stiernbielke). De fick tillsammans fänriken Johan Patkull och kaptenen Knut Patkull (1652–1722).